# Ehari-Gobeu
Ehari-Gobeu (en castellà Ali-Gobeo) és un barri de la ciutat de Vitòria (Àlaba). Té una població de 884 habitants (2008).

## Situació
Es troba a 3,5 km del centre de Vitòria en direcció nord-oest. El creixement de la ciutat ha enxampat aquest poble convertint-lo pràcticament en un barri de la ciutat, però que encara conserva l'estructura d'un poble. Just enfront, separat per una avinguda es troba el barri de Sansomendi, de moderna construcció.

## Història
Ehari apareix esmentat per primera vegada en un document de 1025 que cita als pobles alabesos i que és conegut com a Reixa de San Millán. Per aquell temps el poble es deia Ehari. El nom va evolucionar en castellà a través de formes com Ehaly, Healy, Ehali fins a arribar a Ali, forma que es va consolidar a partir del segle xvi. El manteniment de la forma original es veu en topònims com Aribarri compost d'Ari i ibarra 'la vega'.
Ehari és una de les llogarets vells de Vitòria que van quedar unides a la jurisdicció de la vila després de la donació del rei Alfons X el Sabi en 1258. Celebra les seves festes patronals el 12 de novembre.
Arran de la reforma municipal del segle xix es va constituir en municipi, encara que en 1877 va ser annexionada novament per Vitòria. En 1958 l'empresa IMOSA va promocionar la construcció d'una colònia obrera de 120 habitatges al poble, augmentant les dimensions i població d'Ehari fins a gairebé aconseguir els actuals.

## Polígon Industrial
És un polígon industrial situat entre els pobles d'Ehari i Gobeu, al nord-oest de la ciutat de Vitòria. Aquí es troba, entre altres empreses, una factoria de muntatge de l'empresa Daimler Chrysler, que fabrica furgonetes de la marca Mercedes-Benz. El model fabricat a Vitòria rep el nom de Vito. Aquesta és la principal empresa de Vitòria per nombre de treballadors. També es troba en aquest polígon l'Edifici de l'Azucarera Alavesa, una antiga sucrera que ha estat reconvertida en un edifici emblemàtic d'oficines.